# Marcos Formiga
Marcos César Formiga Ramos (Sousa, 17 de setembro de 1941 — Natal, 26 de janeiro de 2020) foi um economista e político brasileiro, tendo servido como o 34.º prefeito de Natal e Secretário de Áreas Metropolitanas ligado ao extinto Ministério da Integração Regional, no governo do presidente Itamar Franco.

## Biografia
Filho de Zenóbio de Almeida Ramos e Nair Formiga Ramos. Formado em Economia pela Universidade Federal do Rio Grande do Norte em 1965 com pós-graduação em Economia pelo  ISVE em Roma e Nápoles em 1968 e pós-graduação em Planejamento Econômico pela CEP AL em Santiago no mesmo ano. Filiado à ARENA foi Secretário de Planejamento do Rio Grande do Norte durante os governos de Cortez Pereira e Tarcísio Maia (1971-1979) foi nomeado diretor da Empresa Brasileira de Transportes Urbanos (EBTU) em 1980 ocupando o cargo por dois anos. Nomeado prefeito de Natal dentre os quadros do PDS pelo governador José Agripino Maia (1983-1986) foi o último alcaide biônico da capital potiguar. Nas eleições municipais de 1988, disputou o comando da Prefeitura de Natal pelo PL, tendo o jornalista Felinto Rodrigues Neto, do PTB, como candidato a vice-prefeito, entretanto obtiveram o quarto lugar, perdendo a disputa para Wilma Maia (PDT), Henrique Eduardo Alves (PMDB) e Waldson Pinheiro(PDT). 
Foi eleito suplente de deputado federal pelo PFL em 1986 e efetivado após a eleição de Wilma de Faria para a prefeitura de Natal em 1988, figurou de novo como suplente pelo PL em 1990, exercendo o mandato no período em que Aluizio Alves foi Ministro da Integração Regional no governo Itamar Franco.

## Morte
Morreu no dia 26 de janeiro de 2020 em decorrência de problemas pulmonares.